# Château d'Óbidos
Le château d'Óbidos (en portugais : Castelo de Óbidos) est un édifice historique portugais situé à Óbidos dans l'ancienne province d'Estrémadure. Il a été désigné comme l'une des sept merveilles du Portugal. 

## Historique
Les Celtibères ont occupé le lieu dès le premier siècle, en faisant un oppidum. Une forteresse est érigée à cet endroit par les Maures qui occupent le site entre le VIIIe et le XIIe siècle et en sont chassés par le roi Alfonso Enriques en 1148.
Le château actuel date du XIIIe siècle, sous le règne de Denis Ier (Dom Dinis). Celui-ci l'offrit, comme cadeau de mariage, à la reine Élisabeth d'Aragon (Santa Isabel), à l'occasion de leurs noces qui se déroulèrent en ce lieu, en 1282. La construction est imposante avec son donjon et ses portes monumentales. Ses tours et remparts ont une architecture de style manuélin.
Au pied du château, la ville historique est entourée de remparts médiévaux.
Le séisme de 1755, qui a détruit Lisbonne, s’est fait sentir ici avec une forte intensité, détruisant une partie de la forteresse et des édifices de l’époque médiévale, La plupart ont été restaurés.
Les locaux du château ont été aménagés en hôtel de luxe (Pousada) dans les années 1950.